# Ridjal fi-al-sjams
Ridjal fi-al-sjams (Arabisch voor: mannen in de zon) is een roman van de Palestijn Ghassan Kanafani. In het boek, dat in het standaard Arabisch is geschreven, beschrijft Kanafani Palestijnse mannen die uit Irak trachten te ontkomen naar Koeweit, waar zij een beter leven hopen te kunnen hebben.
De mannen worden in een tankwagen door de woestijn gesmokkeld, in de verzengende hitte van de zon, en zullen de tocht niet overleven.
Het beschreven verhaal probeert de kennelijk uitzichtloze situatie van veel Palestijnen in de wereld weer te geven.